# Santiago Abad Viciano
Santiago Abad Viciano, més conegut com a Santi Abad (Barcelona, 24 de juliol de 1969), és un exjugador de bàsquet català.

## Biografia
Va néixer al barri de Bon Pastor. És el més petit de quatre germans, que vivien al carrer Estadella, 84. Va anar a l'escola parroquial Bon Pastor fins a acabar l'EGB. Enamorat del futbol, practicava aquest esport a l'escola i, segons diu, ho feia prou Bé. Santi era un nen que creixia molt ràpid, era molt alt per a la seva edat i, de fet, va tenir problemes per a poder trobar botes de futbol de la seva mida. Ràpidament el seu entrenador hi va parar atenció. El Santi va creure que va ser pel seu caràcter extravertit i alegre, i al seu gran esperit de superació.
Posteriorment va passar a la pràctica del bàsquet. Va començar la carrera com a professional l'any 1985. Amb només quinze anys, Abat Viciano va ser un aler / ala-pivot de 2,03 metres d'alçada, considerat com un dels jugadors espanyols amb més talent i qualitats per al joc en el seu moment. Va sortir del planter del Bon Pastor de Barcelona, acabant a les files del R.C.D. Espanyol. Entre els seus títols com a jugador, cal destacar el campionat de la Lliga ACB amb el FC Barcelona el 1989, i la Copa de Rei aconseguida amb el TAU Baskonia el 1995.
Va ser 16 cops internacional amb la selecció espanyola. Es va retirar de la competició professional l'any 2002.